# Округ Нат (Кентаки)
Нат (енгл. Knott County) је округ у америчкој савезној држави Кентаки.

## Демографија
По попису из 2010. године број становника је 16.346, што је 1.303 (-7,4%) становника мање него 2000. године.
| Група             | 2000.          | 2010.          |
| Белци             | 17.252 (97,8%) | 16.015 (98,0%) |
| Афроамериканци    | 129 (0,7%)     | 118 (0,7%)     |
| Азијати           | 27 (0,2%)      | 14 (0,1%)      |
| Хиспаноамериканци | 112 (0,6%)     | 99 (0,6%)      |
| Укупно            | 17.649         | 16.346         |